# Mun Il-bong
Mun Il-bong, nordkoreansk politiker och landets finansminister 2000-2008. Han tillträdde i slutet på år 2000 och ersatte därmed Rim Kyong-suk som finansminister. 2011 figurerade uppgifter om att han skulle ha avrättats 2010 på grund av sin roll i en misslyckad valutareform år 2009.